# Cryo Interactive
Cryo Interactive Entertainment è stata una società produttrice di videogiochi, nata a Parigi nel 1990 (ma esistita in modo non ufficiale nel 1989 sotto il semplice nome di Cryo).

## Storia
A seguito di un accordo con la ERE Informatique e con la Exxos, l'azienda nasce ufficialmente il 28 gennaio 1992, anche se pubblica nel 1990 il videogioco Extase. La società aveva tre co-direttori: Philippe Ulrich, Rémi Herbulot e Jean-Martial Lefranc. Nel dicembre 1997 l'azienda creò una piattaforma internet chiamata Cryo Networks dove venivano pubblicate applicazioni esclusive per il web.
Nel 2000 si registrano basse vendite dei prodotti con sole 42 000 copie vendute e nel 2001 annunciarono la chiusura. Nel luglio 2002 viene confermato il fallimento e la società viene acquistata dalla DreamCatcher Interactive; l'azienda, poco prima del fallimento, cancella anche la Cryo Networks.
Il 20 ottobre 2008 la società Microïds ha annunciato l'acquisto tutti i titoli e i diritti dei videogiochi pubblicati da Cryo e che, oltre a ripubblicare i titoli, faranno anche nuovi videogiochi basati sui lavori fatti da Cryo Interactive.

## Lista parziale dei titoli della Cryo
- Extase (1990)
- Dune (1992)
- KGB (1992)
- MegaRace (1993)
- Dragon Lore: The Legend Begins (1993)
- Commander Blood (1994)
- Atlantis: Segreti di un mondo perduto (1995)
- The Raven Project (1995)
- Aliens: Un libro di avventure a fumetti (1995)
- Lost Eden (1995)
- Timecop (1995)
- Cheese Cat-Astrophe starring Speedy Gonzales (1995)
- Dragon Lore II: Il cuore del dragone (1996)
- MegaRace 2 (1996)
- Hardline (1996)
- Atlantis: The Lost Tales (1997)
- Egypt 1156 a.C.: l'enigma della tomba reale (1997)
- Versailles 1685: Complotto alla corte del Re Sole (1997)
- SAGA - L'ira dei vichinghi (1998)
- Cina - Crimini nella Città Proibita (1998)
- Zero Zone (1998)
- Aztec: Maledizione nel cuore della città d'oro (1999)
- Asterix & Obelix contro Cesare (1999)
- Atlantis II (1999)
- 360: Three Sixty (1999)
- Egypt 2: la profezia di Heliopolis (2000)
- Pompei: La leggenda del Vesuvio (2000)
- The New Adventures of the Time Machine (2000)
- Versailles II: Il testamento del re (2001)
- Atlantis III: The New World (2001)
- Bradwn: Il Cavaliere di Re Artù (2001)
- Frank Herbert's Dune (2001)
- Il segreto del Nautilus (2002)
- MegaRace 3 (2002)
- Thorgal: La maledizione di Odino (2002)
- Jerusalem: Il pugnale ritrovato (2002)
- Salammbo: Battle for Carthage (2002)
- Odissea: Sulle tracce di Ulisse (2003)